# Point d'articulation
 (juillet 2021).
Si vous disposez d'ouvrages ou d'articles de référence ou si vous connaissez des sites web de qualité traitant du thème abordé ici, merci de compléter l'article en donnant les références utiles à sa vérifiabilité et en les liant à la section « Notes et références ».
Cet article concerne le point d'articulation en phonétique. Pour le point d'articulation en mathématiques, voir Point d'articulation (théorie des graphes).
| Points principaux (lieux d’articulation) | Points principaux (lieux d’articulation) | Points principaux (lieux d’articulation) |
| ---------------------------------------- | ---------------------------------------- | ---------------------------------------- |
| 1 (haut)                                 | labial                                   | exo-labial                               |
| 2 (haut)                                 | labial                                   | endo-labial                              |
| 3                                        | dental                                   | dental                                   |
| 4                                        | alvéolaire                               | alvéolaire                               |
| 5                                        | post-alvéolaire                          | post-alvéolaire                          |
| 6                                        | pré-palatal                              | pré-palatal                              |
| 7                                        | palatal                                  | palatal                                  |
| 8                                        | vélaire                                  | vélaire                                  |
| 9                                        | uvulaire                                 | uvulaire                                 |
| 10                                       | pharyngal                                | pharyngal                                |
| 11                                       | glottal                                  | glottal                                  |
| Points constricteurs                     |                                          |                                          |
| 11                                       | glottal                                  | glottal                                  |
| 12                                       | épiglottal                               | épiglottal                               |
| 13                                       | dorsal                                   | radical                                  |
| 14                                       | dorsal                                   | postéro-dorsal                           |
| 15                                       | dorsal                                   | antéro-dorsal                            |
| 16                                       | coronal                                  | laminal                                  |
| 17                                       | coronal                                  | apical                                   |
| 18                                       | coronal                                  | sub-apical                               |
| 1 (bas)                                  | labial                                   | labio-dentale                            |
| 2 (bas)                                  | labial                                   | bilabiale                                |

En phonétique articulatoire, un point d’articulation d’une consonne désigne l’endroit où s’effectue l’obstruction (soit partielle, soit totale puis relâchée) au passage de l'air injecté ou éjecté par la voie buccale. On distingue deux points distincts pour cette obstruction :
- au niveau supérieur, le lieu d’articulation contre lequel glisse l’air injecté ou éjecté, pendant (obstruction partielle) ou après (obstruction totale) l’articulation.
- au niveau inférieur, l'organe articulatoire.

Un seul point peut jouer les deux rôles obstructeurs simultanément : la glotte qui ne peut que se fermer ou s’ouvrir elle-même, sans intervention d’un second organe dans l’articulation (cependant des articulations secondaires restent possibles).
Il est normalement aussi possible de faire une obstruction de la voie nasale entre l’épiglotte et le haut du pharynx, la voie principale restant buccale pendant l’articulation.
La même articulation pourrait se faire avec une obstruction totale de la voie buccale, par exemple bouche fermée, mais la variation de pression de l’air buccal y conduit nécessairement alors à un déplacement ou une déformation de la langue, qui participe alors à cette obstruction. De plus, il n’est alors plus possible de vocaliser distinctement l’articulation, la seule différence possible étant alors au niveau de la vibration des cordes vocales, c’est-à-dire leur note chantée, leur timbre et l’intensité sonore, ce qui ne permet pas la réalisation des consonnes usuelles : si cela produisait un phonème distinctif dans une langue donnée, on parlerait seulement de consonne avec une voyelle muette.